# Quitzerower Burg
Die Quitzerower Burg, auch Turmhügel Demmin genannt, ist eine abgegangene mittelalterliche Turmhügelburg (Motte) im äußeren nordöstlichen Stadtgebiet von Demmin in Mecklenburg-Vorpommern. Der erhaltene Turmhügel befindet sich unmittelbar südlich der Straße von Demmin nach Kletzin, bei Quitzerow-Siedlung nahe dem Abzweig nach Quitzerow. 

## Geschichte
Die Quitzerower Burg gehörte zur östlichen Landwehr der Stadt Demmin, die sich als äußerster Teil der Demminer Stadtbefestigung entlang des Pensiner Grabens von der Tollenseniederung bei Siedenbrünzow bis zum Peenetal bei Pensin hinzog. Aus den Büchern der Stadt sind wenige Informationen zur Burg überliefert: Sie wurde von einem Burgmann bewohnt. 1577 hieß der Burgmann Geyger und erhielt von der Stadt zwei Schilling Biergeld. 1578 wurde ihm von der Stadt ein neuer Backofen gebaut. 1592 erhielt die Burg einen neuen Ofen. 1609 wurde das Dach der Burg mit 4000 Dachsteinen neu gedeckt. Der zinnerne Knopf auf der Spitze des Turmes kostete damals 6 Mark. 
Während des Dreißigjährigen Krieges wurde die Burg stark beschädigt und die nördlich gelegene Burgwiek, der Wirtschaftshof, niedergebrannt. 1663 beschloss die Stadt Demmin den Abbruch der Quitzerower Burg. 

## Anlage
Die Anlage ist in der Grundfläche 35 m lang und 25 m breit. Sie wird von einem trockenen, 6 m breiten Graben umgeben. Der steil geböschte Hügel hat eine Höhe von 5 m. Auf den Böschungen liegen Feldsteine. 
Das Plateau ist 12 m lang und 10 m breit. Auf ihm befindet sich eine Kuppe von 1 m Höhe, 9 m Länge und 8 m Breite.